# Arsalan Baldanov
Arsalan Baldanov (en ruso: Арсалан Балданов; 2 de enero de 1996) es un deportista ruso que compite en tiro con arco, en la modalidad de arco recurvo.
Ganó una medalla de bronce en el Campeonato Mundial de Tiro con Arco en Sala de 2016, tres medallas en el Campeonato Europeo de Tiro con Arco al Aire Libre, en los años 2016 y 2018, y dos medallas en el Campeonato Europeo de Tiro con Arco en Sala, en los años 2019 y 2025.

## Palmarés internacional
| Campeonato Mundial en Sala       | Campeonato Mundial en Sala | Campeonato Mundial en Sala | Campeonato Mundial en Sala |
| Año                              | Lugar                      | Medalla                    | Prueba                     |
| -------------------------------- | -------------------------- | -------------------------- | -------------------------- |
| 2016                             | Ankara (Turquía)           | Medalla de bronce          | Equipo                     |
| Campeonato Europeo al Aire Libre |                            |                            |                            |
| Año                              | Lugar                      | Medalla                    | Prueba                     |
| 2016                             | Nottingham (Reino Unido)   | Medalla de oro             | Equipo                     |
| 2018                             | Legnica (Polonia)          | Medalla de oro             | Equipo                     |
| 2018                             | Legnica (Polonia)          | Medalla de bronce          | Equipo mixto               |
| Campeonato Europeo en Sala       |                            |                            |                            |
| Año                              | Lugar                      | Medalla                    | Prueba                     |
| 2019                             | Samsun (Turquía)           | Medalla de oro             | Equipo                     |
| 2025                             | Samsun (Turquía)           | Medalla de bronce          | Individual                 |